# Cis, Trento
Cis är en ort och kommun i provinsen Trento i regionen Trentino-Sydtyrolen i Italien. Kommunen hade 304 invånare (2018).